# 李棁 (宋朝)
李棁（?—?），楚州山阳县（今江苏省淮安市）人。宋钦宗时尚书右丞。
宋钦宗靖康元年（1126年）正月，李棁由正奉大夫、守吏部尚书担任同知枢密院事，成为宰执。奉使至金朝军营，北向而拜，膝行前进，他吓得丧胆，说话失言，对金国人提出的割地之事，唯唯诺诺，不敢措辞。二月，从金营回来，拜为尚书右丞。金国叛盟，朝廷因为他奉使割地罢职，以正奉大夫、资政殿学士提举南京鸿庆宫。